# Львовская операция (1920)
Львовская операция (25 июля — 20 августа 1920) — наступление войск Юго-Западного фронта Красной армии в ходе советско-польской войны 1919—1921 против польских войск с целью овладения Львовом.

## Предыстория
Наступательные действия советских Западного и Юго-Западного фронтов в июле 1920 года были успешными. Красной армии удалось быстро продвинуться на запад и занять основную часть территории Белоруссии и Украины. Вместе с тем в ходе операций не удалось окружить и уничтожить польские войска, которые отступили на запад, сохранив боеспособность. Тем не менее, советское командование планировало продолжать наступление с прежней скоростью.

## Расстановка сил
В составе советского Юго-Западного фронта (командующий А. И. Егоров, члены РВС — И. В. Сталин, Р. И. Берзин, Х. Г. Раковский) против польских войск действовали 1-я Конная армия, 12 и 14 армии. Численность этих войск составляла 46 тысяч штыков, 10,5 тысяч сабель.
В состав польского Юго-Восточного фронта (командующий генерал Э. Рыдз-Смиглы) входили 2-я, 3-я и 6-я армии. Численность этих войск составляла 53,6 тысяч штыков и сабель.

## Планы сторон
Первоначальный план советского командования (по директиве 11 июля) заключался в том, чтобы войска Юго-Западного фронта содействовали наступлению Западного фронта в Белоруссии, нанося основной удар на брестском направлении. Однако, поскольку войска Западного фронта успешно и быстро продвигались в направлении на Брест, командование Юго-Западного фронта 22 июля предложило главкому план действий, по которому главный удар фронта предполагалось нанести на львовском направлении с целью занять Восточную Галицию. Главком С. С. Каменев считал, что польская армия практически разбита и войска Западного фронта смогут самостоятельно вести наступление на Варшаву. Поэтому он утвердил с согласия РВС Республики предложения командования Юго-Западного фронта. Таким образом, ударные группировки Западного и Юго-Западного фронтов должны были вести наступление в расходящихся направлениях.
Директива командования Юго-Западного фронта от 23 июля поставила 12-й, 1-й Конной и 14-й армии задачу разбить войска польского Юго-Восточного фронта на львовском направлении. 1-я Конная армия (командующий С. М. Будённый), усиленная 24-й, 45-й и 47-й стрелковыми дивизиями, должна была наносить главный удар, получив задачу не позднее 29 июля занять Львов, а затем захватить переправы через реку Сан. 14-я армия (командующий М. В. Молкочанов) получила задачу разбить польские войска на реке Збруч и наступать на Тернополь, Городок. 12-я армия (командующий Г. К. Восканов) имела задачу обеспечить операцию наступлением на Холм — Люблин.

## Ход операции

### Борьба за Броды

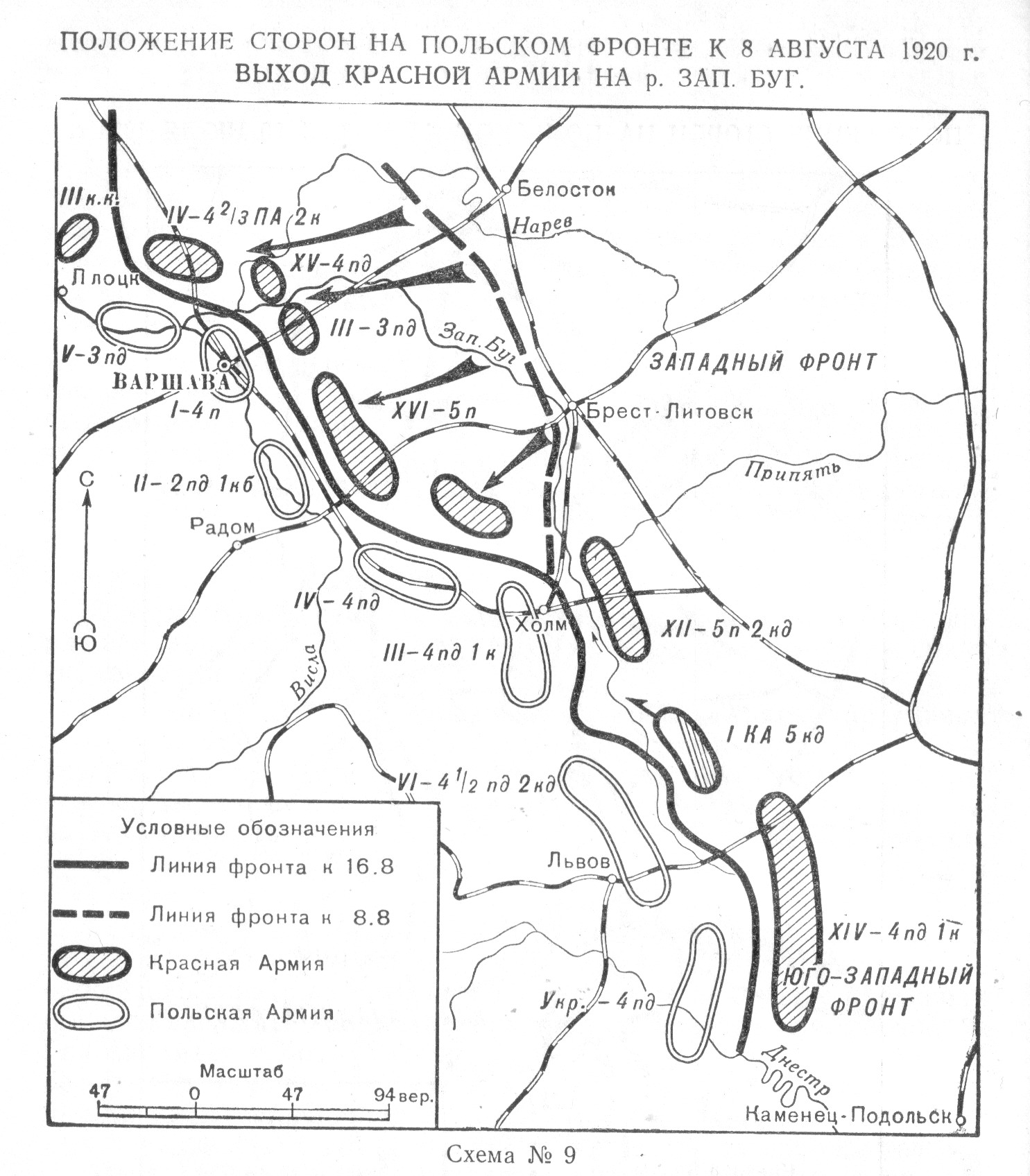
Положение сторон на польском фронте к 8 августа 1920 г.

1-я Конная армия начала наступление на Львов. Преодолевая сильное сопротивление польских войск, она 26 июля овладела Бродами, а к 28 июля на широком фронте с боями переправилась через реку Стырь, заняла Буск и вышла к реке Западный Буг. Севернее действовали войска 12-й армии, которые форсировали реки Стырь и Стоход и продвигались к Ковелю. На южном фланге 14-я армия прорвала оборону поляков на реке Збруч и 26 июля заняла Тернополь.
Однако 12-я и 14-я армии продвигались слишком медленно, это привело к тому, что фланги 1-й Конной армии оказались незащищёнными. Воспользовавшись этим обстоятельством, 2-я и 6-я польские армии 29 июля нанесли контрудар на Броды. С северо-запада действовали части 2-й армии в составе 1-й и 6-й пехотных дивизий и конной группы генерала Савицкого (2 кавалерийских дивизии, 1 кавалерийская бригада, 2 кавалерийских полка), а с юго-запада части 6-й армии в составе 18-й пехотной дивизии и 10-й пехотной бригады. Завязались ожесточённые бои, в результате которых 1-я Конная армия была вынуждена, чтобы избежать окружения, отступить на восток. 3 августа польские войска заняли Броды и Радзивилов. На следующий день 12-я советская армия заняла Ковель, а 14-я армия вышла к реке Стрыпа.
В это время войска советского Западного фронта продолжали наступление и в ночь на 2 августа овладели Брестом. В связи со сложившейся обстановкой польское командование приступило к выполнению своего плана отражения наступления на Варшаву. Наступление польских войск в районе Броды было приостановило, 4 августа командование отвело 2-ю и 3-ю польские армии за реку Западный Буг, 6 августа упразднило Юго-Восточный фронт и создало Южный фронт в составе 6-й армии, 3-я армия перешла в состав вновь созданного Центрального фронта.
На участке фронта 1-й Конной армии наступил период временного затишья. Её части, измотанные тяжёлыми боями и понёсшие значительные потери, нужно было приводить в порядок. Командование армии вывело в армейский резерв 4-ю и 11-ю кавалерийские дивизии и 47-я стрелковую дивизию. Несмотря на то, что командование Конной армии предложило предоставить своим войскам необходимый отдых, командование Юго-Западного фронта требовало продолжения решительных действий по взятию Львова.

### Вопрос о переброске армий

Егоров и Сталин

Для усиления войск Западного фронта советское командование приняло решение о переброске 1-й Конной армии и 12-й армии на западное направление. 11 августа главком направил командованию Юго-Западного фронта директиву с соответствующим предложением. Однако при передаче текст оказался зашифрован с ошибкой, и командование фронта не получило его своевременно. 13 августа главком передал новую директиву, в которой прямо предписывал немедленно передать две указанные армии Западному фронту.
Однако накануне командование Юго-Западного фронта уже успело направить 1-ю Конную армию в наступление на Львов. Подготовленный на основе директивы главкома командующим Юго-Западного фронта А. И. Егоровым приказ вызвал резкие возражения у И. В. Сталина, который его подписать отказался. Тем не менее в тот же день приказ утвердил другой член РВС фронта, Р. И. Берзин, затем текст приказа был передан командующим армиями. В соответствии с приказом, они с 14 августа передавались в распоряжение Западного фронта.
15 августа командующий Западным фронтом М. Н. Тухачевский передал приказ 1-й Конной армии перейти в район Владимир-Волынский, затем этот приказ был повторно передан 17 августа. Командование 1-й Конной ответило, что армия не может выйти из боя и поэтому приказ будет выполнен только после взятия Львова. 1-я Конная стала выводить свои части из боя для перемещения на Замостье только после нового приказа Реввоенсовета Республики 20 августа. По мнению ряда исследователей, задержка 1-й Конной армии под Львовом на несколько дней помешала ей своевременно оказать помощь Западному фронту, что отрицательно сказалось на исходе Варшавского сражения.

### Осада Львова
По отданному 12 августа приказу Юго-Западного фронта 1-я Конная армия 13 августа вновь перешла в наступление. 14 августа армия взяла Броды. 15 августа части Конной армии вышли на рубеж реки Западный Буг, причём 6-я кавалерийская дивизия заняла Буск, но скоро была вынуждена его оставить. Попытки других дивизий в этот день форсировать Западный Буг не были успешными. Только 16 августа 6-я кавалерийская дивизия смогла перейти через Западный Буг к северу от Буска, здесь она встретила сопротивление упорно оборонявшегося противника. При поддержке 4-й кавдивизии бой окончился победой советских войск, были захвачены 800 пленных и 17 пулемётов.
Основные силы 1-й Конной армии заняли плацдарм на левом берегу Западного Буга к северо-западу Буска, а затем втянулись в бои в окрестностях Львова. Здесь армия натолкнулась на сильное сопротивление польских войск, в составе которых находилось 3 пехотных и 1 кавалерийская дивизии. 19 августа 4-я и 6-я кавалерийские дивизии находились на расстоянии 6 километров от города. Сопротивление противника возрастало, в результате упорных боёв части 1-й Конной армии понесли сильные потери в командном составе. В частности, потери младшего командного состава были велики в 31 и 32 кавполках и во всей 6-й кавдивизии.
20 августа 1-я Конная получила приказ председателя РВСР Л. Д. Троцкого, предписывающий срочно выполнить директиву командования Западного фронта. Только после этого 1-я Конная армия прекратила наступление и начала выводить свои части из боя. После ухода 1-й Конной задача по овладению Львова была возложена на войска 14-й армии. Однако 14-я армия не имела для этого необходимых сил и средств. Её войска под натиском превосходящих сил польской армии вынуждены были вначале перейти к обороне, а затем отступить на восток.

## Итоги
Войскам советского Юго-Западного фронта не удалось выполнить задачу по взятию Львова. Неудача операции объясняется
переоценкой советским командованием силы своих войск и недооценки возможностей войск противника, а также допущенными ошибками в руководстве войсками со стороны главного командования и командования Юго-Западного фронта. Другой причиной неудачи стали большие потери советских войск в боях за Броды и сильно укреплённый львовский район, кроме того условия местности были неблагоприятными для использования конницы.